# Corylophus scotti
Corylophus scotti is een keversoort uit de familie molmkogeltjes (Corylophidae). De wetenschappelijke naam van de soort werd in 1941 gepubliceerd door Renaud Maurice Adrien Paulian.